# سیارک ۲۶۷۵۷
سیارک ۲۶۷۵۷ (به انگلیسی: 26757 Bastei، نامگذاری:2001KU17) بیست و شش هزار و هفتصد و پنجاه و هفتمین سیارک کشف شده‌است که در ۲۰ مه ۲۰۰۱ کشف شد.
قدر مطلق سیارک برابر ۱۷.۸ است.